# Luchuena hachijoensis
Luchuena hachijoensis е вид коремоного от семейство Enidae.

## Разпространение
Видът е разпространен в Япония.